# 青山秀彦
青山 秀彦（あおやま ひでひこ、1954年1月23日 - ）は、日本の実業家。元王子製紙社長。

## 来歴・人物
香川県出身。香川県立観音寺第一高等学校、早稲田大学理工学部卒業。
1976年（昭和51年）早稲田大学卒業後、神崎製紙に入社。
2008年（平成20年）王子製紙 執行役員、2012年（平成24年）同社常務執行役員、2013年（平成25年）王子ホールディングス 取締役を経て、2015年（平成27年）4月1日 王子製紙 社長に就任。